# Your Story
《Your Story》는 대한민국의 음악 그룹 브라운 아이드 걸스의 데뷔 음반이다. 2006년 3월 9일에 발매했다.

## 수록곡
1. Second
2. 다가와서
3. Far Away (Feat. MC몽)
4. 끈
5. Everybody (Feat. Big Tone)
6. 잊어가잖아
7. 오늘은 그대와 하늘 위로 (Feat. Bobby Kim)
8. 넌 누굴 사랑하니?
9. 1, 2, 3, 4
10. 혼잣말
11. 네가 오는 날
12. Watch Out
13. 묻지 못한 이야기
14. 이제야 비로소 사랑을 말할 수 있다
15. Timing